# Frédéric Legrip

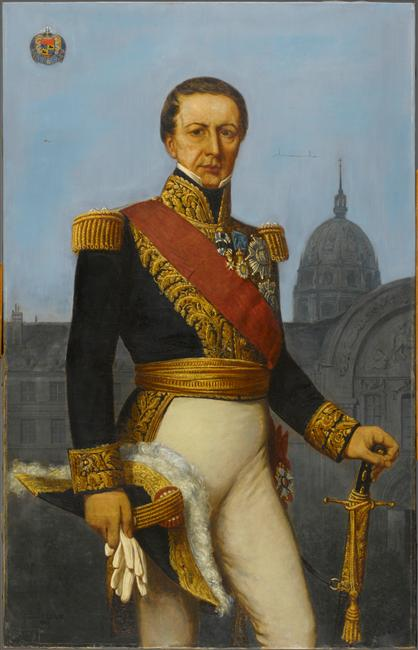
Jean-Thomas Arrighi de Casanova, duc de Padoue (1778-1853) (ici devant l'Hôtel des Invalides), Frédéric Legrip, 1866, musée de l'Armée.

Frédéric Legrip ou Legripe et peut-être Legrippe, né le 5 septembre 1817 à Rouen et mort le 2 décembre 1871 à Paris, est un peintre et lithographe français.

## Biographie
Frédéric Legrip est l'élève de Eustache-Hyacinthe Langlois, de David d'Angers et de Joseph Court. Il est professeur à l'école nationale de dessin de Paris.

## Œuvres
- En 1845, il pourrait être le Frédéric Legrippe qui a restauré trois œuvres dans l'église Saint-Nicolas de La Ferté-Vidame en Eure-et-Loir[2] :
  - Nativité (la), datant de la première moitié du XVIIIe siècle[3] ;
  - La Cène, du deuxième quart du XIXe siècle[4] ;
  - Adoration des Mages (l'), copie d'après Francisco de Zurbaran du deuxième quart du XIXe siècle[5].

- Le Supplice de Jeanne d'Arc (30 mai 1431), 1860